# Rafael Valdez
Rafael Valdez (Guadalajara, 2 de septiembre de 1985) es un cantante mexicano. Es un reconocido Tatuador de celebridades en los Estados Unidos y que recientemente ha decidido incursionar a la música en el género del Mariachi y Ranchero.

## Biografía
Rafael Valdez nació en Guadalajara, Jalisco, México y emigró junto con su familia a Estados Unidos a la edad de 9 años. Al no saber inglés, se le complicaba mucho comunicarse con sus demás compañeros, así que encontró refugio en una hoja de papel en donde podía expresar su arte. Después de desarrollar su talento artístico durante su infancia, convirtió lo que era un hobby para él, en una carrera de tiempo completo como tatuador.
Rafael también durante su infancia también desarrolló un gran gusto por la música, ya que la carrera de su abuelo e.p.d. y su padre están relacionadas con el ámbito musical. 

### Carrera como Tatuador
Rafael Valdez comenzó a tatuar profesionalmente desde los 17 años, tatuando alrededor de todo el país de Estados Unidos estableciendo una clientela a nivel nacional a la cual continua asombrando y superando sus expectativas con su grandioso Arte. También tuvo la fortuna de captar la atención de personas muy importantes, así como de celebridades de talla internacional convirtiéndolos en sus clientes y amigos.
Rafael fue reconocido por su gran trabajo y talento, por la televisora mexicana Tv Azteca en 2013, en donde le dedicaron un segmento en el cual hablaron de la inspiración que es para la comunidad latina en los Estados Unidos, y de como siendo inmigrante superó las adversidades y logró el éxito. Después de esto Univisión en su programa Primer Impacto, The Hollywood Tv, TMZ y otros programas de Radio a través del país le dedicaron un espacio para hablar de él y de su talento.
Rafael es un artista que siempre busca superar las expectativas de sus clientes y espera continuar haciéndolo, así como seguir inspirando a las personas a cumplir sus metas y sueños como artistas.

### Carrera como Cantante
Rafael Valdez desarrolló el gusto por la música a temprana edad, gracias a su abuelo y a su padre, ambos representantes de grandes artistas musicales. Su abuelo fue representante del gran Vicente Fernández en los inicios de su carrera pero lamentablemente falleció siendo él muy joven, pero por fortuna siempre estuvo su hijo, padre de Rafael Valdez a un lado para aprender todo lo necesario de la industria. En 1995 el padre de Rafael Valdez decide mudarse junto con su familia a Los Ángeles, California en donde inicia una exitosa carrera como representante de artistas musicales Mexicanos. 
Rafael Valdez trabajaba con su padre los fines de semana, por lo que siempre estuvo involucrado en el ámbito musical desarrollando un gran gusto por la música de mariachi y fue entonces cuando decidió buscar ese sueño de ser cantante, sueño que también era de su abuelo y que eso lo motivó aún más a cumplirlo.
Ahora Rafael Valdez después de más de 20 años ha iniciado su carrera como cantante lanzando su primer sencillo en 2018 "Cenizas". En 2019 continuó grabando y para finales del mismo año lanzó dos sencillos más.

## Discografía
- Cenizas, (Sencillo) (2018)
- Malagueña, (Sencillo) (2019)
- Los Amantes, (Sencillo) (2019)